# Бреза (Бјеловар)
Бреза је насељено место у саставу града Бјеловара, у Бјеловарско-билогорској жупанији, Република Хрватска.

## Становништво
Насеље је према попису становништва из 2011. године имало 102 становника.
| Националност       | 1991.        |
| Хрвати             | 118 (78,14%) |
| Срби               | 29 (19,20%)  |
| Југословени        | 1 (0,66%)    |
| остали и непознато | 3 (1,98%)    |
| Укупно             | 151          |